# Aprostocetus ajmerensis
Aprostocetus ajmerensis är en stekelart som först beskrevs av Muhammad Sharif Khan och Shafee 1981.  Aprostocetus ajmerensis ingår i släktet Aprostocetus och familjen finglanssteklar. Inga underarter finns listade i Catalogue of Life.